# ワン・デイ・インターナショナル
ワン・デイ・インターナショナル（One Day International、略称ODI）は、クリケットにおける試合方式のことである。50オーバー（300球）限定の1イニング制であり、試合時間はおよそ6-7時間程度となる。
初めての試合が行われたのは1971年1月5日にメルボルン・クリケット・グラウンドで行われたオーストラリアVSイングランドの試合であった。
現在では、世界選手権であるワールドカップなどで採用されている。

## ルール
試合はクリケット競技規則に則り実施され、主なルールとしてはコイントスによりバットもしくボウルを選択する。現在は50オーバー（最大300球）ずつの1イニング制。出場選手は各チーム11人ずつの22人。
なお、外野の守備に配置できる人数に制限が設けられており（パワープレイ）、最初の10オーバー（P1）は2人まで、第11～40オーバー（P2）は4人まで、最後の10オーバー（P3）は5人までと決められている。